# Constitution de la Guinée-Bissau
Lire en ligne

Consulter

La Constitution de Guinée-Bissau est la loi fondamentale de Guinée-Bissau. 

## Historique
Malgré une vie politique marquée par l’instabilité depuis son indépendance, la Guinée-Bissau n'a connu qu'une seule constitution révisée en 1991, 1993 et 1996.
Le 12 mai 2020, Le président Bissau-guinée Umaro Sissoco Embaló a annoncé dans un décret présidentiel la création d’une commission chargée de proposer un projet de révision de la Constitution. Les cinq membres de cette commission, choisis par le président lui-même, auront 90 jours pour lui présenter leur travail.
« La Constitution de la République de Guinée-Bissau, en vigueur depuis 1984, ayant été l’objet de révisions ponctuelles, s’est révélée imparfaite sur plusieurs aspects qui doivent être pris en compte, et des points qui suscitent des divergences d’interprétation à cause des imprécisions et des ambiguïtés qu’elle contient », établit le décret.
Le texte évoque ensuite la « nécessité d’adopter un système de gouvernement qui s’adapte mieux à la réalité socio-culturelle du pays et qui contribue à garantir la stabilité institutionnelle » de la Guinée-Bissau.
la Communauté économique des États de l’Afrique de l’Ouest (Cedeao) avait en effet exhorté le président à « engager immédiatement la réforme relative à une nouvelle Constitution qui sera soumise à un référendum dans six mois » dans un communiqué daté du 22 avril 2020.

## Sources

## Compléments